# Loka pri Žusmu
Loka pri Žusmu je naselje u slovenskoj Općini Šentjuru. Loka pri Žusmu se nalazi u pokrajini Štajerskoj i statističkoj regiji Savinjskoj. 

## Stanovništvo
Prema popisu stanovništva iz 2002. godine naselje je imalo 408 stanovnika.